# Constantin Abăluță
Constantin Abăluță, född den 8 oktober 1938 i Bukarest, död den 22 januari 2025, var en rumänsk poet, författare och översättare. Han har skrivit över tjugo volymer av poesi och gjort sig känd bland annat som haikudiktare. Han har en examen i arkitektur.